# پیزرولد
پیزرولد (به هلندی: Peizerwold) یک منطقهٔ مسکونی در هلند است که در نوردن‌فلد واقع شده‌است.